# Месија
Месија (хебр. מָשִׁיחַ [māšîaḥ — машиах] — „помазаник“) је средишњи есхатолошки појам јудаизма, прихваћен и у хришћанству и исламу. Месијом се назива искупитељ којег, у једном или другом виду, очекују све ове религије. У ширем значењу, месија означава сваку ослободитељску или спаситељску личност и придев месијански се користи за сва учења која очекују неког да поправи стање човечанства и света. Месијанска нада и ишчекивање још увек су један од темељних мотива јеврејске религије, иако је реформистички јудаизам одбацио идеју о личном месији заменивши је појмом „месијанског доба“ које одликује универзална правда и мир. Концепти мeсије, месијанизма и месијанског доба настали су у јудаизму и у Танаху, у којој је масија краљ или првосвештеник традиционално помазан светим уљем за помазање. Месије, међутим, нису били искључиво Јевреји, а концепт „месије“ као појединца је стриктно пост-библијска традиција јер се не налази у Старом завету.
Ha-mashiach, који се често помиње као melekh mashiach, треба да буде јеврејски вођа, који физички потиче из очинске Давидове лозе преко краља Давида и краља Соломона. Сматра се да он постиже унапред одређене ствари у будућем доласку, укључујући уједињење израелских племена, окупљање свих Јевреја у Ерец Израел, поновну изградњу храма у Јерусалиму, почетак месијанског доба глобалног универзалног мира, и благовест будућег света.
Грчки превод Месије је Khristós. Хришћани обично називају Исуса из Назарета или „Христом“ или „Месијом“, верујући да су се месијанска пророчанства испунила у Исусовој мисији, смрти и васкрсењу и да ће се он вратити да испуни остала месијанска пророчанства. Штавише, за разлику од јудаистичког концепта Месије, Исуса Христа хришћани додатно сматрају Сином Божијим.
У исламу се сматра да је Исус (арап. عيسى) био пророк и Месија послат Израелцима, који ће се вратити на Земљу на крају времена заједно са Махдијем и поразити ал-Масих ад-Дајала, лажног Месију. У Ахмадијској теологији, верује се да су се ова пророчанства о Махдију и другом Исусовом доласку испунила у Мирзи Гуламу Ахмаду (1835–1908), оснивачу Ахмадијског покрета, где су термини Месија и Махди синоними за једно те исто лице.
У хабадском месијанизму, Јосеф Јичак Шнирсон (р. 1920–1950), шести реб (духовни вођа) Хабада, и Менахем Мендел Шнирсон (1902–1994), седми ребе из Хабада, су Месије.

## Етимологија
Месија (хебрејски: хебр. מָשִׁיחַ, или хебр. המשיח, mashiach; Məšîḥā; лат. Messias) дословно значи „помазаник“.
На хебрејском, Месија се често помиње као melekh mashiach (хебр. מלך המשיח; тиберијски: Meleḵ ha-Mašīaḥ, pronounced ), што дословно значи 'помазани краљ'. Грчка септуагинтска верзија Старог завета приказује свих 39 инстанци хебрејског mašíaḥ као Khristós. Нови завет бележи грчку транслитерацију Messias (грч. Μεσσίας) два пута у Јовану.[Jn. 1:41]
al-Masīḥ (изговор , дословно 'помазаник', 'путник' или 'онај који лечи миловањем') арапска је реч за месију коју користе арапски хришћани и муслимани. У савременом арапском језику, користи се као једна од многих Исусових титула, коју арапски хришћани називају Yasūʿ al-Masih (арап. يسوع المسيح), а муслимани Īsā al-Masīḥ.

## Јудаизам
У хебрејској Библији, месијом, односно помазаником, су називани краљеви и свештеници Израела који су помазивани светим уљем. Краљеви и првосвештеници су примали помазање као знак нове службе, након чега су стицали звање помазаника (1 С 10.1; Лв 8.12). У том смислу је назив коришћен (изузетно) чак и за једног странца као што је персијски краљ Кир (Из 45.1). У развијеној јеврејској месијанској есхатологији, месија се односи на вођу којег је Бог помазао, и у неким случајевима, будућег краља Израела, потомка Давидове лозе, који ће ујединити сва јеврејска племена и ослободити их од стране власти. Долазак месије ће, како се верује, навестити месијанско доба свеопштег мира, склада и правде. У јудаизму, месија није сматран натприродном фигуром, Богом нити сином Бога.
Дослован превод хебрејске речи mashiach (хебр. המשיח, месија) је 'помазаник', што се односи на ритуал посвећења некога или нечега стављањем светог уља на њега. Користи се у целој Хебрејској Библији у вези са широким спектром појединаца и објеката; на пример, цареви, свештеници и пророци, олтар у Храму, сасуди, бесквасни хлеб, па чак и нејеврејски краљ (Кир Велики).
У јеврејској есхатологији, термин је дошао да се односи на будућег јеврејског краља из Давидове лозе, који ће бити „помазан“ светим уљем за помазање, да буде краљ Божјег краљевства и да ће владати јеврејским народом током Месијанског доба. У јудаизму, месија се не сматра Богом или већ постојећим божанским Сином Божијим. Сматра се да је велики политички вођа који је потицао од краља Давида, па се стога и назива Месија бен Давид, 'Месија, син Давидов'. У јудаизму, месија се сматра великим, харизматичним вођом који је добро оријентисан према законима који се поштују у јудаизму. Он ће бити тај који неће „судити по ономе што његове очи виде“ нити „одлучити по ономе што његове уши чују“.
Вера у евентуални долазак будућег месије је фундаментални део јудаизма и један је од Мајмонидових 13 принципа вере. Мајмонид описује идентитет Месије следећим речима:
И ако се појави цар из реда Давидовог дома, који проучава Тору и бави се заповестима попут свог оца Давида, према писаној и усменој Тори, и он ће натерати цео Израел да је следи и да ојача продоре у њеном поштовању, и водиће Божје ратове, према њему се треба поступати као да је помазаник. Ако је успео и саградио свети храм на његовом месту и сабрао расејане Израела, ово је заиста помазаник, и он ће поправити цео свет да се заједно клања Господу, као што је речено: „Јер тада ћу народима окренути јасан језик, да сви проповедају Име Господње и да Му се клањају са уједињеном одлучношћу (Софонија 3:9).“
Иако је евентуални долазак месије снажно потврђено веровање у јудаизму, покушај да се предвиди стварно време када ће месија доћи је чин на који се не одобрава. Сматра се да овакве акције слабе веру коју људи имају у религију. Дакле, у јудаизму не постоји одређено време када долази месија. Напротив, дела људи одређују када ће Месија доћи. Речено је да би месија дошао или када је свету најпотребнији његов долазак (када је свет толико грешан и када је очајнички потребно да га месија спасе) или га највише заслужује (када у свету преовлада истинска доброта).
Уобичајено модерно рабинско тумачење је да у свакој генерацији постоји потенцијални месија. Талмуд, који често користи приче да би направио моралну поенту (aggadah), говори о веома поштованом рабину који је пронашао Месију на вратима Рима и упитао га: „Када ћеш коначно доћи?“ Био је прилично изненађен када му је речено: „Данас“. Пресрећан и пун ишчекивања, човек је чекао цео дан. Следећег дана се вратио, разочаран и збуњен, и упитао: „Рекли сте да ће месија доћи 'данас', али он није дошао! Шта се догодило? Месија је одговорио: „Свето писмо каже: ’Данас, ако хоћете само послушајте његов глас.“
Кабалистичка традиција унутар јудаизма је да ће месији о коме се обично расправља и који ће увести период слободе и мира, Месији бен Давиду, претходити Месија бен Јосиф, који ће окупити децу Израела око себе, одвести их у Јерусалим. Након што је савладао непријатељске силе у Јерусалиму, Месија бен Јосиф ће поново успоставити богослужење у храму и успоставити своју власт. Тада ће Армил, према једној групи извора, или Гог и Магог, према другој, изаћи са својим војскама пред Јерусалим, заратити против Месије бен Јосифа и убити га. Његов леш ће, према једној групи, лежати непокопан на улицама Јерусалима; по другом, скриваће га анђели са телима Патријараха, све док Месија бен Давид не дође и не врати га у живот.

## Хришћанство
У грчкој Септуагинти хебрејска реч машиах се преводи као христос, што у хришћанству постаје уобичајена титула за Исуса из Назарета, показујући хришћанско поимање његове улоге. Наиме, рани хришћани су, за разлику од осталих Јевреја, поверовали да је Исус дуго очекивани месија, односно христос.

## Ислам
Исламска традиција држи да је Исус (Иса), син Марије, био је заиста обећани пророк или Месија послан семитским јеврејским племенима Израела. Муслимани веруји да ће Иса уочи судњег дана поново вратити на Земљу да успостави правду и победи „великог обмањивача“, лажног месију Даџала.